# エマヌエル・ゴルトベルク
エマヌエル・ゴルトベルク（Emanuel Grigorijevitch Goldberg 、1881年8月31日 - 1970年9月13日）は、ロシア出身のドイツの科学者、光学技術者である。
カメラメーカー・イカ社社長の時、社長業務をこなしながらも関わったカメラ、キナモの開発でパーフォレーションにより駆動される35mmフィルムの特性に惹かれてその可能性を早くから評価、従前のカメラ観に囚われていた者が多かったツァイス・イコンの中で周囲を説得して35mmカメラの先駆となったコンタックス開発を押し進めた。竹田正一郎は「バルナックが売り込む相手が、メンゲルではなくてその後任のゴルトベルグ教授だったら、ライカはこの時点で成立し、バルナックはイカ社の社員になり、イカ社のツァイス・イコンへの合流とともに移籍して、ツァイス・イコンで働いていただろう」と評している。

## 略歴
- 1881年8月31日 - モスクワで生まれた。父はユダヤ系ロシア人で、軍医をしていた。その後モスクワ大学で化学を学んだ。
- 1906年 - ライプツィヒ大学で物理学の学位を取得した。その後ヴィルヘルム・オストヴァルトやヴァルター・ネルンスト等大科学者とともに研究生活を送り、ベルリンのプロイセン陸軍大学校講師を務めた。レンズ検査機を発明してエルンスト・ヴァンデルスレプの目に止まり、カール・ツァイス財団のコンサルタントとなり、測地写真の難問を解決した。
- 1907年6月28日 - 結婚した。
- 1914年11月20日 - 息子が生まれた。
- 1917年 - カール・ツァイスのコンサルタントとして測地写真の難問を解決したことが評価され、イカ社の社長に抜擢された。
- 1921年 - 社長を務めつつカメラ開発にも携わり、自ら開発に関わった35mmフルサイズ映画カメラ、キナモをこの年発売した。
- 1922年9月19日 - 娘が生まれた。
- 1926年 - イカ社がエルネマン、ゲルツ、コンテッサ・ネッテルと合併してツァイス・イコンとなり、その社長となった。それとほぼ同時にハインツ・キュッペンベンダーをカール・ツァイスからツァイス・イコンに呼び寄せてその片腕とし、コンタックス開発を推進した。しかしユダヤ人であったためナチの迫害が激しく、親衛隊に誘拐され樹に3日間くくりつけられていたのをツァイスが党上層部に圧力をかけて救出するなどということが起きた。
- 1932年 - カール・ツァイスはゴルトベルク教授の身の安全を考え、フランスのパリにあったツァイスの子会社社長に出向させた。
- 1937年 - カール・ツァイスを離れパレスチナへ移住した。
- 1960年 - 引退したが、個人的に研究は続けた。
- 1968年 - イスラエル賞受賞。
- 1970年9月13日 - テルアビブで死去した。